# Krzysztof Piesiewicz
Krzysztof Marek Piesiewicz (ur. 25 października 1945 w Warszawie) – polski prawnik, adwokat, polityk, scenarzysta filmowy nominowany do Oscara, senator II, IV, V, VI i VII kadencji (1991–1993, 1997–2011).

## Życiorys

### Działalność zawodowa i społeczna
Wnuk Edwarda Szerękowskiego, przedwojennego leśnika, polityka BBWR i burmistrza Dobromila, syn Mariana i Anieli Piesiewiczów, brat Witolda. Urodził się w kamienicy przy ul. Widok 11 w Warszawie. W 1965 ukończył II Liceum Ogólnokształcące im. Stefana Batorego w Warszawie.
W 1970 ukończył studia na Wydziale Prawa i Administracji Uniwersytetu Warszawskiego. Odbył aplikację sądową i adwokacką. W 1973 rozpoczął praktykę adwokacką. W okresie stanu wojennego występował w procesach działaczy NSZZ „Solidarność” (m.in. Huty Warszawa, Ursusa, Komisji Krajowej oraz Radia „Solidarność”). Był oskarżycielem posiłkowym w procesie zabójców ks. Jerzego Popiełuszki. 22 lipca 1989 82-letnia matka Krzysztofa Piesiewicza, Aniela, została zamordowana; jej ciało skrępowano w taki sposób, jak skrępowano Jerzego Popiełuszkę. Był również obrońcą w sprawie pułkownika Ryszarda Kuklińskiego.
Przez wiele lat był członkiem Naczelnej Rady Adwokackiej w Warszawie, wykładowcą i członkiem komisji egzaminacyjnej dla aplikantów adwokackich, wiceprzewodniczącym Komisji Praw Człowieka przy Naczelnej Radzie Adwokackiej. Był również ekspertem Regionu Mazowsze „Solidarności” oraz samorządu adwokackiego (ds. legislacyjnych), współzałożycielem i wiceprzewodniczącym Stowarzyszenia Opieki nad Więźniami Patronat (rozwiązanego po wprowadzeniu stanu wojennego). Od 2002 zasiadał w Radzie Konsultacyjnej Centrum Monitoringu Wolności Prasy Stowarzyszenia Dziennikarzy Polskich.

### Działalność kulturalna
Jest współautorem scenariuszy filmowych do 17 filmów Krzysztofa Kieślowskiego, m.in. Bez końca, Dekalog, Podwójne życie Weroniki, Trzy kolory; scenariusze te wielokrotnie nagradzano, m.in. europejską nagrodą filmową Felix (1989), na festiwalach w Cannes, San Sebastián, Wenecji, Berlinie, Gdańsku. Za scenariusz filmu Trzy kolory. Czerwony otrzymał nominację do Oscara. Scenariusze przetłumaczono na 10 języków i wydano w formie książkowej (Dekalog, 1989). Po śmierci Krzysztofa Kieślowskiego jego scenariusze ekranizowali inni reżyserzy, m.in. Tom Tykwer (Niebo).
Członek instytucji i organizacji zajmujących się kulturą, m.in. Amerykańskiej Akademii Filmowej, Rady Etyki Mediów, Rady Programowej Telewizji Polskiej S.A., rady programowej Studium Generale Europa przy Uniwersytecie Kardynała Stefana Wyszyńskiego w Warszawie. Zasiadał w jury konkursu głównego na 49. MFF w Cannes (1996). Publikował w różnych tygodnikach i miesięcznikach.
W 2015 został laureatem Złotego artSkryptu, przyznanego na Interdyscyplinarnym Festiwalu Sztuk Miasto Gwiazd w Żyrardowie. Wszedł w skład Komitetu Wspierania Muzeum Historii Żydów Polskich Polin w Warszawie.

### Działalność polityczna
Na początku lat 90. zaangażował się w działalność polityczną. Był m.in. członkiem naczelnej rady politycznej Porozumienia Centrum i z ramienia tej partii zasiadał w Senacie II kadencji (1991–1993). Pełnił wówczas funkcję wiceprzewodniczącego senackiej Komisji Kultury, Środków Przekazu, Nauki i Edukacji Narodowej. Ponownie został wybrany do Senatu IV kadencji w 1997 z listy AWS (wiceprzewodniczący Komisji Praw Człowieka i Praworządności) i do Senatu V kadencji z listy komitetu Blok Senat 2001, którego był jednym z pomysłodawców. Był związany z Ruchem Stu, a od końca lat 90. należał do Ruchu Społecznego AWS, od 2002 do 2004 był ostatnim przewodniczącym tej partii (po przemianowaniu jej na Ruch Społeczny). Był inicjatorem utworzenia Partii Centrum, którą założył w 2004 wspólnie ze Zbigniewem Religą. Pełnił początkowo funkcję jej pełnomocnika w województwie mazowieckim, jednak ostatecznie nie przystąpił do tego ugrupowania.
W 2005 został wybrany na senatora VI kadencji w okręgu warszawskim z ramienia Platformy Obywatelskiej. W wyborach parlamentarnych w 2007 po raz piąty uzyskał mandat senatorski (VII kadencji), otrzymując 547 479 głosów.
W grudniu 2009 zawiesił swoje członkostwo w klubie parlamentarnym PO w związku z zamierzeniami prokuratora co do przedstawienia mu zarzutów m.in. posiadania środków odurzających. Wobec nieuchylenia mu immunitetu postępowanie przygotowawcze w tej sprawie zostało umorzone. W wyborach parlamentarnych w 2011 nie ubiegał się o reelekcję.
Po wygaśnięciu mandatu zostały mu przedstawione zarzuty popełnienia przestępstw związanych z narkotykami. W grudniu 2013 sąd rejonowy uniewinnił go od popełnienia wszystkich siedmiu zarzucanych mu czynów. Na skutek apelacji sąd okręgowy w maju 2014 uchylił zaskarżony wyrok w odniesieniu do trzech czynów i sprawę w tym zakresie przekazał do ponownego rozpoznania. Ostatecznie w maju 2018 został prawomocnie uniewinniony również od tych czynów, co zakończyło całe postępowanie.
W 2013 ukazał się w formie książkowej wywiad rzeka z Krzysztofem Piesiewiczem pt. Skandalu nie będzie, autorstwa Michała Komara.

## Filmografia (scenariusz)
- Bez końca (1984)
- Krótki film o zabijaniu (1987)
- Dekalog (1988)
- Krótki film o miłości (1988)
- Podwójne życie Weroniki (1991)
- Trzy kolory. Niebieski (1993)
- Trzy kolory. Biały (1993)
- Trzy kolory. Czerwony (1994)
- Cisza (2001)
- Niebo (2002)
- Piekło (2005)
- Nadzieja (2007)